# NGC 5304
NGC 5304 ist eine elliptische Galaxie vom Hubble-Typ E-S0 im Sternbild Zentaur. Sie ist schätzungsweise 160 Millionen Lichtjahre von der Milchstraße entfernt.
Sie wurde am 10. April 1885 von Lewis A. Swift entdeckt.